# Писарево (Великотырновская область)
Писарево (болг. Писарево) — село в Болгарии. Находится в Великотырновской области, входит в общину Горна-Оряховица. Население составляет 1068 человек (2022).

## Политическая ситуация
В местном кметстве Писарево, в состав которого входит Писарево, должность кмета (старосты) исполняет Стефан Панайотов Иванов (Движение за права и свободы (ДПС)) по результатам выборов правления кметства.
Кмет (мэр) общины Горна-Оряховица — Йордан Стефанов Михтиев (Граждане за европейское развитие Болгарии (ГЕРБ)) по результатам выборов.